# Comet (barca a vela)
Il Comet è un modello italiano di imbarcazione a vela, in produzione dagli inizi degli anni 1970. Insieme al Grand Soleil, rappresenta il marchio di punta sulla scena del diporto nazionale, apprezzato per innovazione, comodità, maneggevolezza e accuratezza della lavorazione. 

## Storia e Premi
Tra il 2005 ed il 2008, la COMAR YACHTS Spa vince con il Comet 45s ed il 52 RS, in Germania, il titolo di imbarcazione a vela dell'anno. Ma le fortune del Comet iniziano molto prima, ovvero negli anni'70; i primi Comet sono barche relativamente piccole ma eleganti, pratiche, veloci e ben abitabili, capaci di iniziare al mare e alla vela potenzialmente ogni italiano. Con questo intento, il cantiere forlivese COMAR aveva affidato la progettazione dei Comet ad un nome illustre, Jean Marie Finot, un architetto francese formatosi nella scuola del Glénans, il quale lavora a tutta la flotta dei Comet fino agli anni '90.

## I vari modelli
Il primo Comet prodotto dalla COMAR (al tempo con vecchia denominazione SIPLA) nel 1971 è il Comet 910, che riscuote subito un enorme successo: ne verranno realizzati ben 491 in due diverse versioni, 910 e 910 plus (quest'ultimo con la coperta allungata). Segurà nel 1972 il 770, l'800, nel 1976 il 701 e nel 1977 arriva l'altro cavallo di battaglia, il Comet 850, anch'esso prodotto in 417 esemplari. 
Ciò che rende unica questa barca è la capacità di offrire in pochi metri una grande abitabilità interna, un comfort in coperta e doti veliche pronunciate con armature tuttavia semplici ed essenziali. Per questo motivo, il Comet 850 consentiva ad un equipaggio medio di 4 persone neanche troppo esperto di poter navigare anche per periodi prolungati (la barca era infatti dotata di cucina e bagno, nonché di una comoda cabina matrimoniale a prua e un letto matrimoniale smontabile nella zona giorno). Il mensile di vela "Bolina" definirà l'850 la "Fiat Uno del mare".
Intorno agli anni'80 la COMAR si dedica al segmento medio-alto; mette quindi in cantiere la prima "barcona" della linea, ovvero il Comet 11, realizzato successivamente nella versione 111. Lo scafo è il medesimo, cambia invece la pontatura (con la visiera nell'11, tradizionale nel 111) e la struttura degli interni (il Comet 11 era suddiviso tra zona giorno a poppa e tutta la zona notte a prua, mentre col 111 si torna alla pianta tradizionale, ovvero zona giorno centrale e cabine a poppa e a prua). Il 111 viene inoltre proposto in diverse soluzioni; due cabine piuttosto che le tre del modello standard, oppure il bagno in più, oppure lo scafo con pescaggio ridotto. Nel 1983 viene presentato al Salone di Genova il Comet 1050, poi una rivisitazione dell'850 con il Comet 860 che avrà il bagno a poppa, e il Comet 13 nel 1982; nel 1984 Finot firma il progetto del Comet 15. Verranno poi realizzati il 285, 333,  il 460, il 375, il 301, il 383 il 28 Race e il Comet 12 (progettato da Andrea Vallicelli); con ciò si conclude il ciclo dei Comet di prima generazione.
Dal 1996 la COMAR, nel frattempo rilevata da altri imprenditori modifica il proprio stato sociale in COMAR YACHTS Spa, ha spostato la propria sede a Fiumicino, nei pressi di Roma, avviando una nuova linea di produzione Comet. Le dimensioni variano dai 21 ai 100 piedi. La nuova linea disegnata da Vallicelli per i modelli dal 35 al 100 piedi e da Lupoli per i modelli fino al 30 piedi si distingue per la linea moderna, arrotondata, la poppa aperta e linee decisamente più sportive che hanno portato numerosi Comet a vincere ripetutamente sia i campionati italiani, sia europei, sia il mondiale ORC nel 2008.
Con gli oltre mille esemplari costruiti nei soli anni '70 e '80, i Comet hanno dunque svolto un ruolo determinante nello sviluppo della nautica da diporto italiana degli ultimi quarant'anni.